# آندری لوکوشیک
آندری لوکوشیک (اسلواکی: Andrej Lukošík؛ زادهٔ ۵ اکتبر ۱۹۴۷) بازیکن هندبال اهل چکسلواکی بود.